# آيت وامضن (آيت عبد السلام)
آيت وامضن هو دُوَّار يقع بجماعة تيدلي مسفيوة، إقليم الحوز، جهة مراكش آسفي في المملكة المغربية. ينتمي الدوّار لمشيخة آيت عبد السلام التي تضم 23 دوار. يقدر عدد سكانه بـ 426 نسمة حسب الإحصاء الرسمي للسكان والسكنى لسنة 2004.

## وصلات خارجية
- البوابة الوطنية للجماعات الترابية
- المندوبية السامية للتخطيط